# Carl Gustaf Tessin
Pour les articles homonymes, voir Tessin.
Le comte Carl Gustaf Tessin, en français Charles-Gustave de Tessin (1695 à Stockholm-1770), est un aristocrate et homme politique suédois. Il fut aussi un grand collectionneur de peintures.

## Biographie
Né à Stockholm, Carl Gustaf Tessin est le fils de Nicodème Tessin le Jeune, grand maréchal de la cour et architecte renommé. Durant sa jeunesse, il eut pour professeur de dessin Johann Philip Lemke.
Tessin devient surintendant des bâtiments et jardins du roi de Suède et maréchal à l'assemblée des États du Royaume en 1738. Il se montra zélé champion du Parti des chapeaux et présida l'assemblée de la noblesse à la diète de 1738. Il conseilla l'alliance française et alla lui-même conclure un traité à Versailles (1742) et vécut à la cour de Louis XV de 1739 à 1742, envoyé par le roi, avec les fonctions d'un ambassadeur sans en avoir le titre. Pendant son séjour à Paris, il constitua une importante collection de peintures et de dessins  dont Le Triomphe de Vénus de François Boucher. Face à des difficultés financières, il devra se séparer, à partir de 1749, d'un importante partie de cette collection qui deviendra ainsi la propriété de la Couronne suédoise.
En 1743 il fut initié en Franc-maçonnerie à Berlin.
Il finit par être président de la chancellerie et gouverneur du prince royal (devenu ensuite Gustave III). Le comte de Tessin et son épouse Ulla donnaient le ton à la cour raffinée de Drottningholm auprès de la princesse royale Louise-Ulrique, devenue reine en 1751.
Cependant, las d'avoir à lutter contre les partis, « battu froid » par le roi et surtout par la reine Louise-Ulrique, dont il avait été proche, il quitta les affaires en 1761, pour aller vivre dans son château d'Åkerö, où il mourut.
Cette demeure est évoquée par Lars et Ursula Sjoberg dans L'art de vivre en Suède (Flammarion, 1995), qui reproduit également un portrait de lui conservé dans celui de Hammarby (pp 48 à 51 et reprod. coul. p.66).

## Photographies

Portrait du comte de Tessin par Joseph Aved.
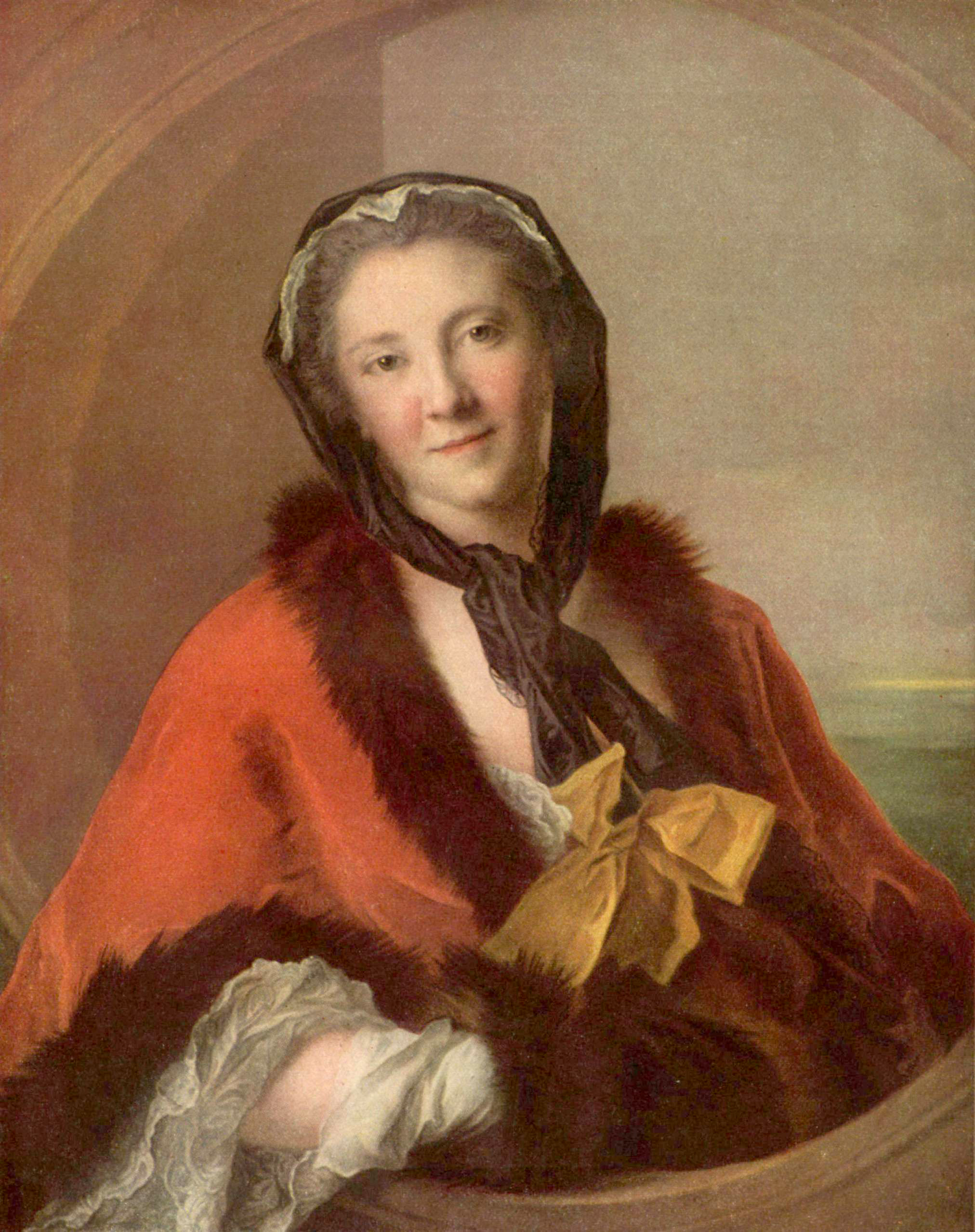
La Comtesse de Tessin en 1741 par Jean-Marc Nattier musée du Louvre.

## Sources bibliographiques
- Catalogue de l'exposition, Un Suédois à Paris au XVIIIe siècle : la collection Tessin, Paris, coédition Liénart/Musée du Louvre, 2016
- Bellamy Charlotte, Carl Gustav Tessin and Culinary Considerations, Le Monde français du dix-huitième siècle (Vol. 1 : Iss. 1 , 2016)
- Bellamy Charlotte, Contes suédois : les histoires de Charles-Gustave, Paris, Michel de Maule, 2021
- Marie-Nicolas Bouillet  et Alexis Chassang (dir.), « Charles Gustave, comte de Tessin » dans Dictionnaire universel d’histoire et de géographie, 1878 (lire sur Wikisource)